# La città dorme
La città dorme (Lullaby Town) è un romanzo poliziesco di Robert Crais, pubblicato nel 1992. In Italia è stato dapprincipio pubblicato con il titolo L'angelo di New York. È il terzo episodio della serie con Elvis Cole e Joe Pike.
Nel 1993 il libro ha ottenuto la nomination al Premio Shamus.

## Trama
Ritrovare gente scomparsa è la specialità di Elvis Cole, che ama definirsi il miglior detective al mondo. Il regista di fama mondiale Peter Alan Nelsen ingaggia proprio la coppia Cole/Pike per cercare la sua famiglia, la sua ex moglie e il suo bambino, abbandonati ormai dieci anni fa per inseguire il successo. Un caso come un altro per i detective di Los Angeles, non fosse per un misterioso intrigo che induce la giovane donna, ex moglie del famoso regista, a negare la propria identità. Ad Elvis Cole ed al suo particolare socio Joe Pike il compito di svelare il mistero nelle periferie di una New York in cui la parola "Italia" è associata solamente alla parola "Mafia", mentre per la parola "Paura" si prospetta la rima con "Padrino"...

## Edizioni in italiano
- Robert Crais, L'angelo di New York, collana Il Giallo Mondadori, Mondadori, 1993,  p. 207, ISBN 88-384-8533-X.
- Robert Crais, La città dorme, collana Mini Pocket, Piemme, 2004,  p. 331, ISBN 88-384-8785-5.